# 3억엔 사건

범인의 몽타주 사진

3억엔 사건(일본어: 三億円事件 さんおくえんじけん[*])은 일본 도쿄도 후츄시에서 1968년에 일어난 절도 사건이다. 1968년 12월 10일 오전 도쿄 후츄시 후츄 형무소 부근의 도로에서 도쿄 시바 우라 전기(도시바) 후츄 공장 직원의 보너스 2억 9430만 7500엔이 경찰 오토바이 경찰을 가장 한 인물에 현금 수송 차량마다 강탈되었다. 1975년 12월 10일 형사소송법 250 조에서 공소시효가 성립했기 때문에이 사건은 미해결 사건이되었다.